# پنتانیتروآنیلین
پنتانیتروآنیلین (به انگلیسی: Pentanitroaniline) یک ترکیب شیمیایی با شناسه پاب‌کم ۱۱۰۲۳۵۵۴ است.